# 빙괼주

빙괼주의 위치

빙괼주(튀르키예어: Bingöl ili)는 튀르키예 중서부에 위치한 주로, 동아나톨리아 지역에 속한다. 주도는 빙괼이며 면적은 8,125 km2, 인구는 245,243명(2006년 기준), 자동차 번호는 12번, 시외전화 지역번호는 0426번이다. 툰젤리주와 에르주룸주, 무슈주, 디야르바키르주, 에르진잔주, 엘라지주와 접하며 8개 군을 관할한다.
1946년 엘라지주와 에르진잔주의 일부가 분리되면서 신설되었으며 1950년까지는 차파크추르주(Çapakçur)라고 부르기도 했다. 튀르키예어와 쿠르드어, 자자키어가 사용된다.